# Loring Design & Manufacturing
Loring Design & Manufacturing Co. war ein US-amerikanischer Hersteller von Automobilen. In einer Anzeige des Unternehmens findet sich die Schreibweise Loring Designs & Mfg.

## Unternehmensgeschichte
Das Unternehmen hatte seinen Sitz zunächst in Sausalito in Kalifornien. 1965 begann die Produktion von Automobilen und Kit Cars. Der Markenname lautete Mantis. 1972 erfolgte nach Umzug nach Port Orford in Oregon. 1979 endete die Produktion.

## Fahrzeuge
Im Angebot standen sportliche Fahrzeuge. Ein Fahrgestell vom VW Käfer mit Heckmotor bildete die Basis. Es gibt allerdings auch Hinweise auf Mittelmotorfahrzeuge. Die Karosserie bestand aus Fiberglas. Das Coupé war auffallend flach. Daneben gab es einen Roadster.